# Арчіл I (цар Іберії)
Арчіл I (*არჩილი, д\н —435) — цар Кавказької Іберії у 411—435 роках.

## Життєпис
Походив з династії Хосровідів. Син Мітрідата IV, царя Іберії, та Ануши. У 411 році батько зазнав поразки й війні проти Сасанідської Персії, потрапивши у полон, де невдовзі помер. Арчіл з матір'ю сховався у гірських районах царства. Після відходу перського війська відновив владу над Іберією. Втім, з огляду на його молодий вік керувала царством мати.
Але державі було завдано значні збитки, до того ж царське військо практично перестало існувати внаслідок нового походу персів на чолі із Нарсесом. За цим до Іберії вдерся особисто перський шахіншах Єздигерд I, який змусив Арчіла I визнати свою зверхність, брати участь в походах проти Вірменії та Візантії, а також відновити статус зороастризму як рівноцінної релігії поруч з християнством.
Втім, у 420 році відкинув спроби шахіншаха нав'язати йому особисто зороастризм, Арчіл I в союзі з Евсагеном, царем Кавказької Албанії, та Арташесом IV, царем Великої Вірменії, виступив проти Персії, яка на той час вела війну з Візантійською імперією. Війська союзників зустріли персів на чолі із Мішкіном біля Бердуджі, де супротивнику було завдано поразки. У відповідь перські війська марзпана Барзабода сплюндрували значну частину Кавказької Албанії. Боротьба тривала до 422 року. Невдачі візантійців і тиск з боку Сасанідів призвели до того, що цар Іберії знову визнав зверхність Персії та погодився на збільшення данини.
Мирний час Арчіл I використав для відновлення господарства держави, її військової потуги. Намагався маневрувати, не допускаючи гонінь християн, якого вимагали шахіншахи. За наказом царя в столиці — Мцхеті — було споруджено собор Стефан-цмиде (Святого Стефана). Загалом Арчілу I вдалося відновити Іберійське царство. Помер він 435 року. Владу успадкував його син Мітрідат V.